# 加斯特拉 (密歇根州)
加斯特拉（英語：Gaastra）是一個位於美國密歇根州艾昂縣的城市。

## 人口
根據2020年美國人口普查的數據，加斯特拉的面積為4.24平方千米，當中陸地面積為4.24平方千米，而水域面積為0.00平方千米。當地共有人口316人，而人口密度為每平方千米75人。